# Neuwarendorf
Neuwarendorf war bis 1945 eine Gemeinde im Kreis Warendorf in der preußischen Provinz Westfalen. Ihr Gebiet gehört heute zur Stadt Warendorf.

## Geografie

Neuwarendorf im 19. Jahrhundert

Die Gemeinde Neuwarendorf besaß eine Fläche von 11,2 km². Sie hatte keinen dörflichen Siedlungskern, sondern bestand aus den einzelnen Höfen einer Bauerschaft.

## Geschichte
Neuwarendorf gehörte nach der Napoleonischen Zeit zunächst zur Bürgermeisterei Sassenberg im 1816 gegründeten Kreis Warendorf. Mit der Einführung der Westfälischen Landgemeindeordnung kam Neuwarendorf 1843 zum Amt Freckenhorst, zu dem auch die Stadt Freckenhorst sowie die Gemeinde Kirchspiel Freckenhorst gehörten. Am 1. Oktober 1945 wurde Neuwarendorf in die Stadt Warendorf eingemeindet.

## Einwohnerentwicklung
| Jahr | Einwohner |
| ---- | --------- |
| 1832 | 371       |
| 1858 | 407       |
| 1871 | 395       |
| 1885 | 387       |
| 1895 | 372       |
| 1910 | 497       |
| 1925 | 0567      |
| 1939 | 0610      |